# Santa Cristina in Val di Chio
Santa Cristina è una frazione del comune di Castiglion Fiorentino, in provincia di Arezzo. Si trova nella parte settentrionale della Val di Chio, su una lieve collina che domina la vallata.

## La località

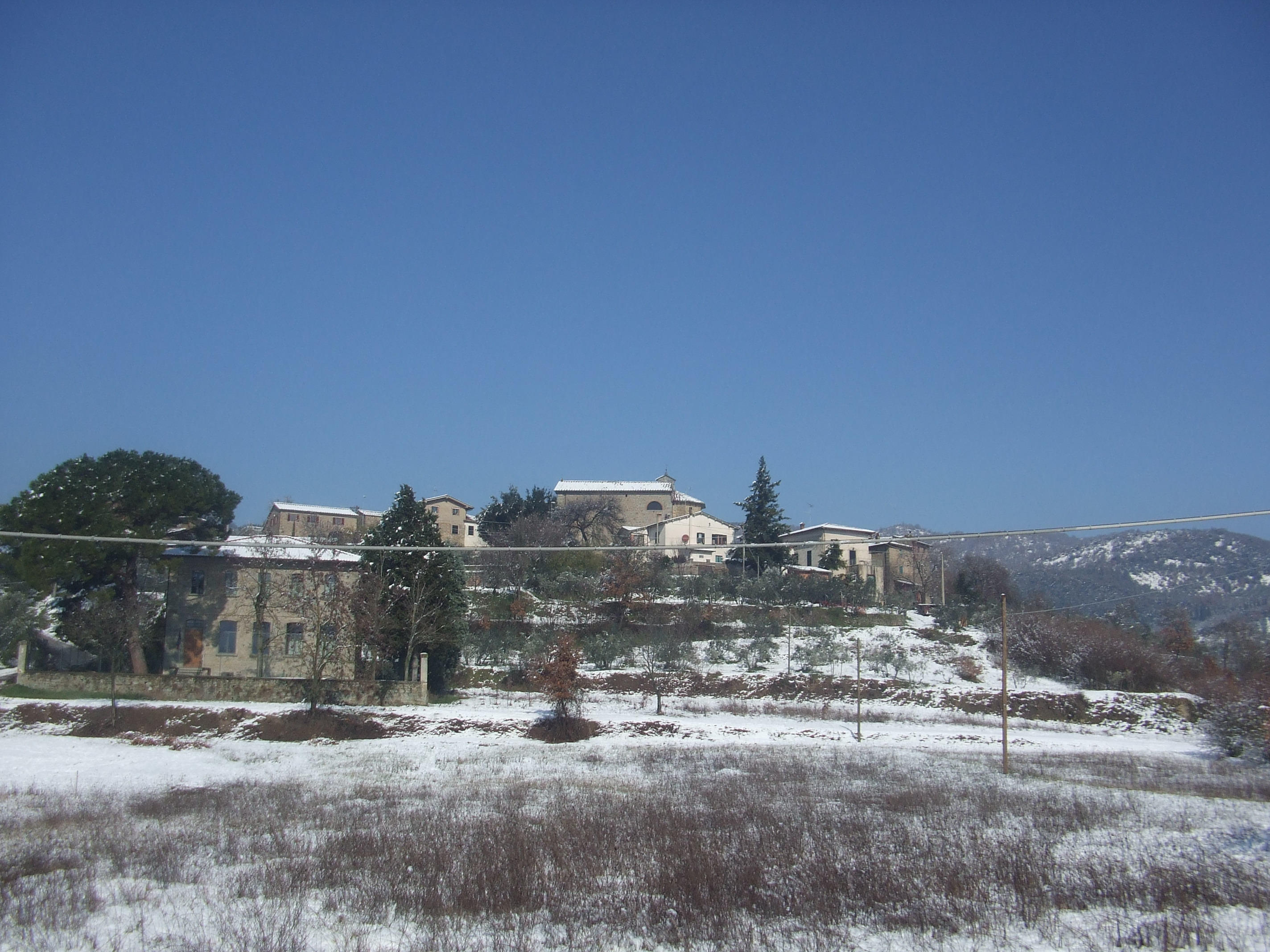
Santa Cristina in inverno

Insieme a Pieve di Chio è il centro principale della valle, a sei Km dal capoluogo comunale. Il paese, in posizione elevata, si è sviluppato tutto intorno all'antica chiesa, citata già nelle decime del 1274. In quel periodo era spesso oggetto di scorrerie da parte di banditi e degli abitanti della Rocca Montanina, che scendevano fino a Santa Cristina per depredare, incendiare e saccheggiare. Nel 1427 la villa risultava avere una popolazione di undici fuochi. La Visita apostolica del 1583 riferì che la chiesa era parrocchiale, in buono stato anche se l'altare maggiore andava dotato di due candelieri e la mensa inserita al muro. Nel 1745 il centro contava 94 abitanti e la chiesa risultava prioria dipendendo da essa San Pietro a Collesecco. Nel 1833 vivevano 151 persone che divennero 212 nel 1845. Nel 1884 la chiesa venne rifatta assumendo la conformazione attuale. L'edificio sacro si presenta ad una sola navata; dietro all'altare maggiore vi è un grande olio su tela raffigurante la Madonna degli Angeli, con in basso a sinistra San Francesco e sulla destra una persona, forse un cavaliere, di cui non si riesce a stabilire l'identità. Attualmente il paese possiede vari negozi di alimentari, una scuola materna e una elementare, nonché alcuni circoli ricreativi.

## La Strada e Taragnano
Nelle vicinanze di Santa Cristina, lungo la strada principale, vi è un gruppo di case con un importante frantoio, denominato La Strada. Tra esse ve n'è una il cui portone d'ingresso è sormontato da una finestra ad arco la cui inferriata disegna un Calice da cui sorge l'Ostia benedetta. In questo edificio vi è l'Oratorio Sensi, dedicato alla Santissima Annunziata. In esso è conservata una tela dell'Annunciazione risalente al 1626, opera del pittore Baccio Bonetti da Cortona (1557-1645) Lo stesso oratorio risale al 1624; a quell'epoca, in esso veniva celebrata una Messa a settimana.
Nei pressi de La Strada, uno sterrato conduce alla piccola frazione di Taragnano, composta da poche case in pietra ed un oratorio. Il nome deriva da quello di una famiglia etrusca (Thoranianu) o romana (Thoranius). Poco prima dell'abitato vi è un plurisecolare tabernacolo contenente una formella in terracotta dipinta raffigurante la Madonna che allatta il Bambino. Nel paesino invece è da segnalare l'Oratorio Conti, risalente alla fine del XVII secolo, con una tela dell'Annunciazione opera di Adriano Zabarelli (1608-1678) detto il Paladino e datata 1647. Taragnano e la vicina Caprile nel 1951 contavano 69 abitanti.

## Caprile
Il paesello di Caprile è situato a nord-est rispetto a Santa Cristina, in posizione lievemente rialzata rispetto al fondovalle, arroccata sulle prime falde del colle detto "Campo di Lepre". Quasi totalmente disabitato, è composto di poche case ed una fattoria ed è sprovvisto di edifici religiosi. La località è raggiungibile dalla provinciale della Val di Chio seguendo le indicazioni per Largnano e Ranchetto e poi, in prossimità di un bivio segnalato da una croce, proseguendo dritto e costeggiando il fossato. Qui si supera un ponte che sostituisce un precedente guado in pietra per i carri. Da Caprile una strada (detta strada di Renzana) si inerpica parallelamente alla "salita degli Amareti" che, passando per il Cozzolare e per il borgo abbandonato di Case Renzana, giunge alla sommità del monte Corneta.

## Sant'Enea
Il villaggio di Sant'Enea, nei pressi di Santa Cristina, in posizione predominante rispetto a Caprile, è attualmente quasi disabitato. In passato ospitava una chiesa dedicata a Sant'Agnese, citata nel 1239. Nel 1311 in un documento si trova scritto: "Villa ... Sancte Agnetis sive Eneae ...". Nel 1427 la popolazione di "San Nea" era stimata in quattro fuochi. La Visita apostolica del 1583 riferì che la chiesa si trovava in pessimo stato; per questo nei tempi successivi se ne persero le tracce.

## Immagini varie

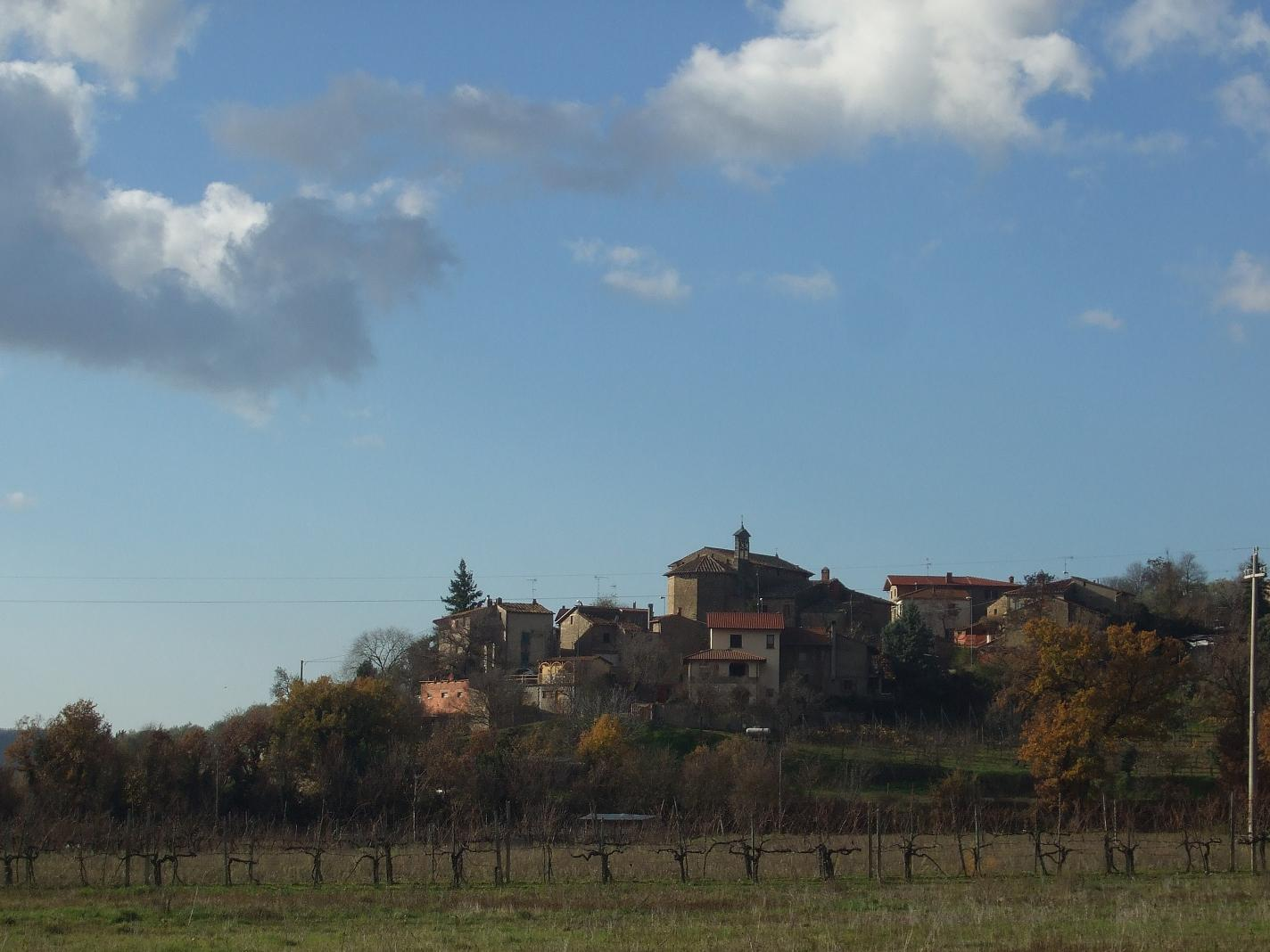
Il villaggio di Santa Cristina
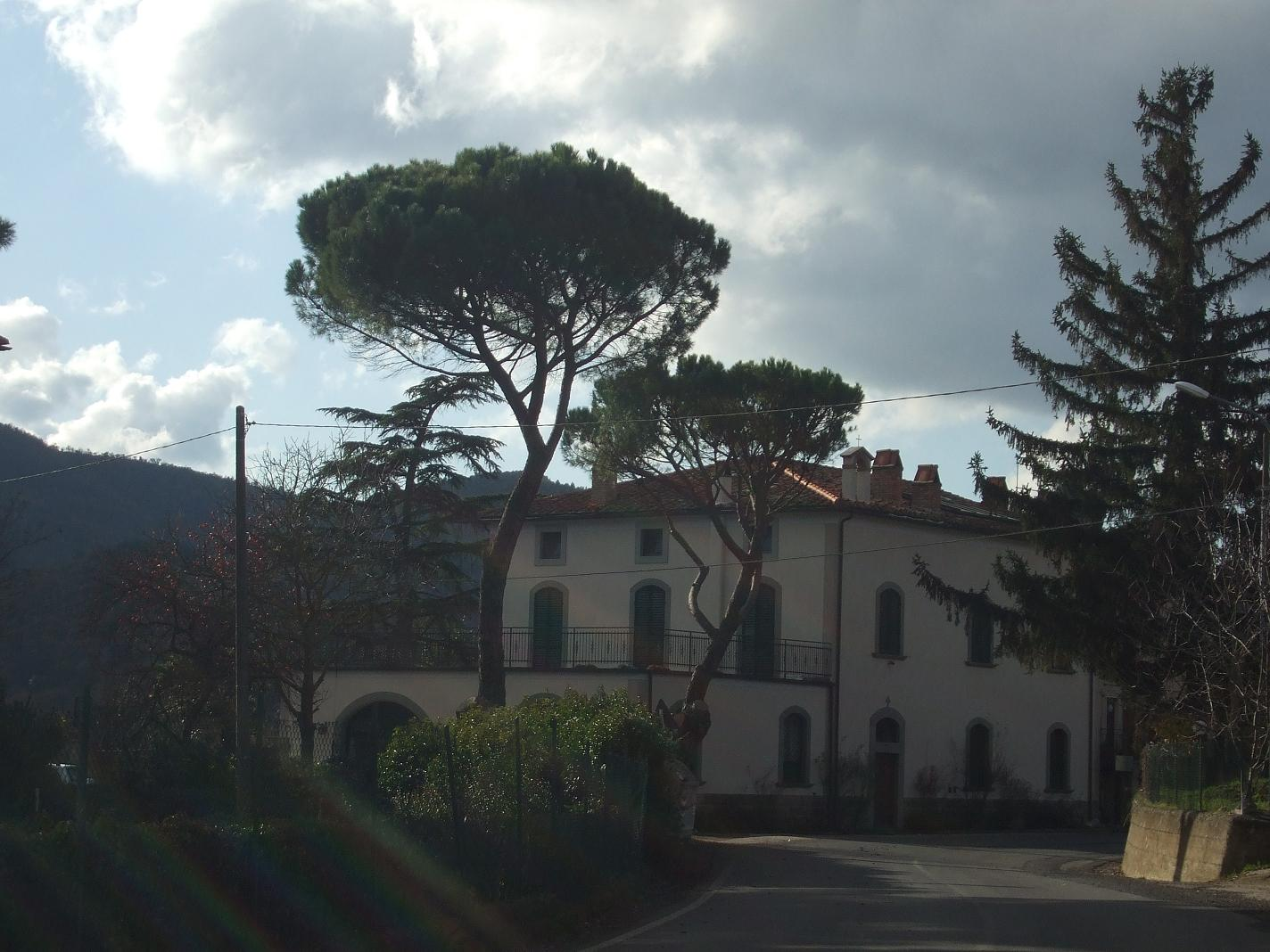
Oratorio Sensi a La Strada
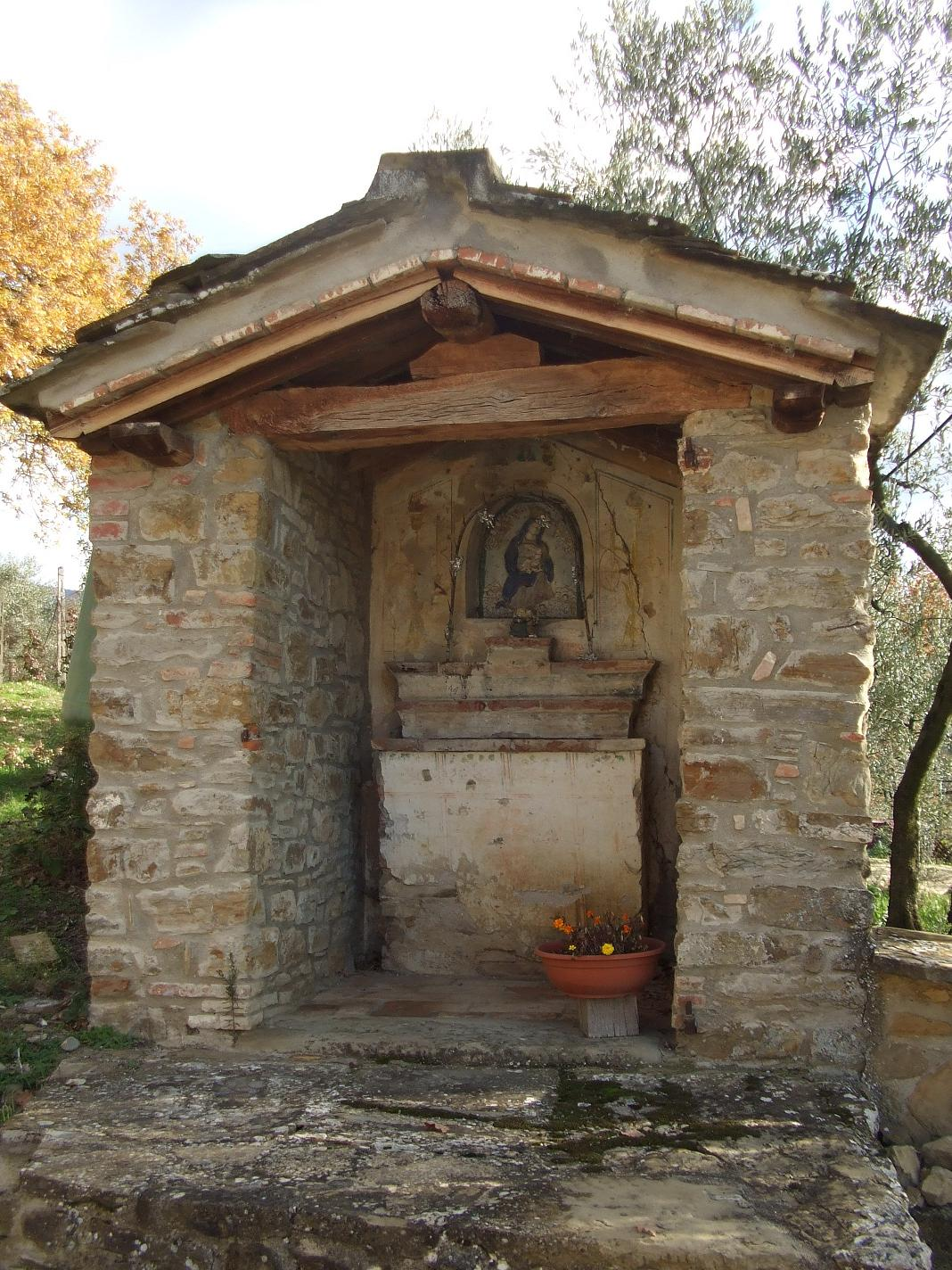
Maestà del latte a Taragnano
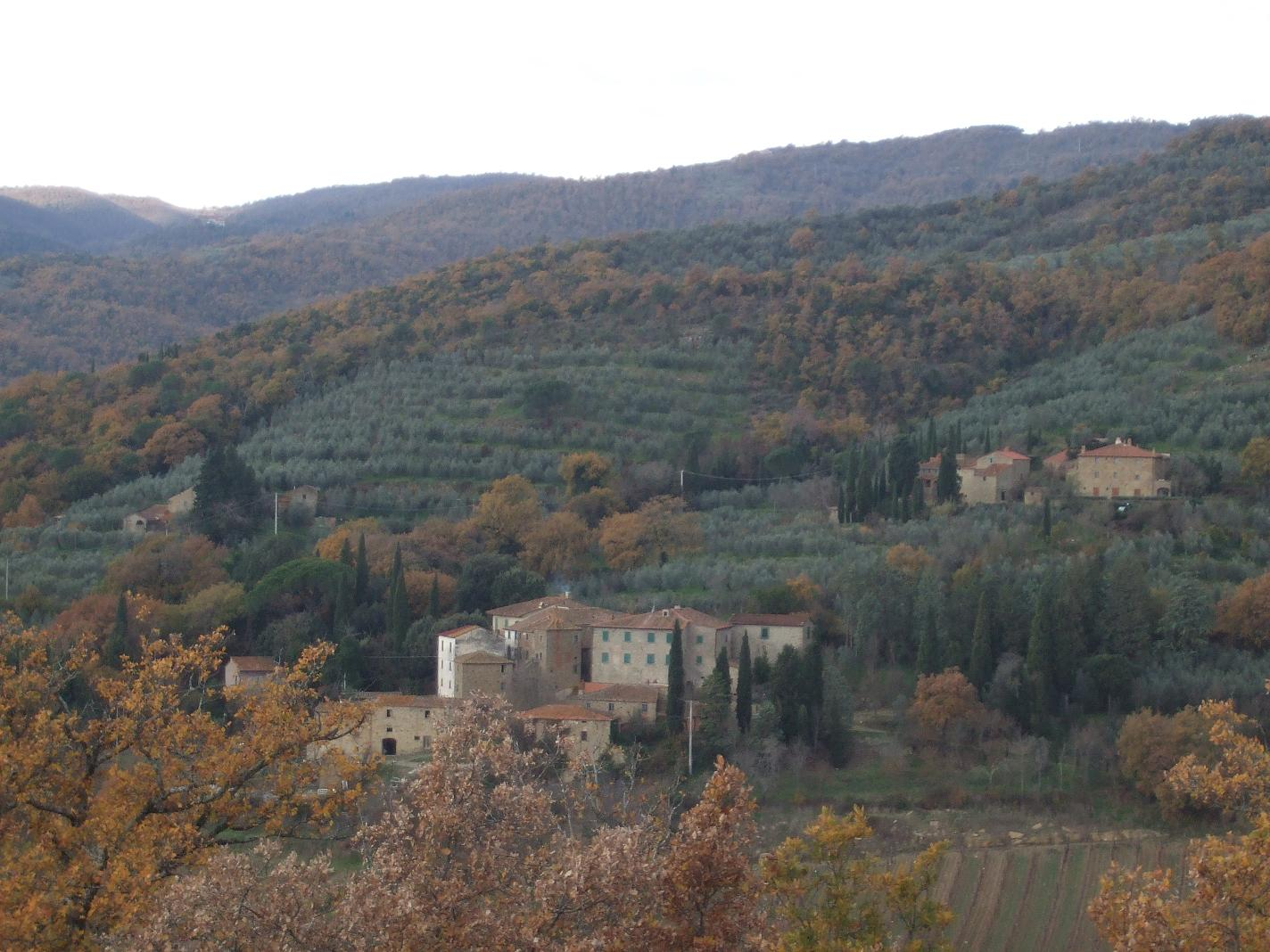
I villaggi di Caprile (sotto) e Sant'Enea (a destra)